# Sigmund Löw

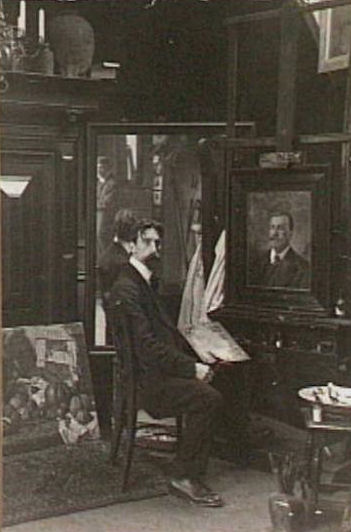
Retrat del pintor Constant Joseph Alban (1903), i, al mirall, el fotògraf Löw

Sigmund Löw (Rastatt, 11 de maig de 1845 - Amsterdam, 15 de març de 1910), fou un fotògraf alemany.
Löw i la seva esposa Sofia Herz Herz va fundar el 1869 l'Estudi _Herz a Baden-Baden (Baden-Württemberg). Es van establir el 1879 amb el seu marxant d'art a Amsterdam. Des de 1892, Löw va treballar com a fotògraf, i es dedicà a les targetes de visita, les fotografies de gabinet i estereoscòpiques.

## Sèrie de retrats d'artistes
Löw és conegut per la seva sèrie de retrats de famosos escultors i pintors neerlandesos al seu estudi, la qual va fer el 1903. Aquell any va retratar, entre d'altres:
- Constant Joseph Alban
- Louis Apol
- Nicolaas Bastert
- Johan Braakensiek
- Eduard Frankfort
- Arnold Marc Gorter
- Abraham Hesselink
- Johan Hulk
- Isaac Israëls
- Hendrik Jansen
- Jacob Kever
- Simon Maris
- Joseph Mendes da Costa
- Sientje Mesdag-van Houten
- Julius van de Sande Bakhuyzen

## Galeria
- Hendrik Maarten Krabbé
- Abraham Hesselink
- Bart van Hove